# Zapalenie pęcherzyka żółciowego
Zapalenie pęcherzyka żółciowego – stan zapalny pęcherzyka żółciowego spowodowany przede wszystkim kamicą żółciową.

## Ostre zapalenie pęcherzyka żółciowego

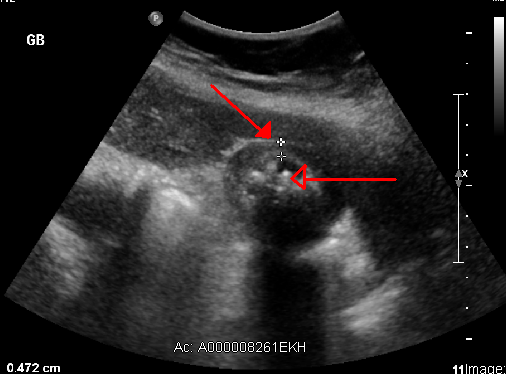
Ostre zapalenie pęcherzyka żółciowego. Zamknięta strzałka wskazuje na pogrubienie ściany pęcherzyka, otwarta wskazuje obecność kamienia żółciowego

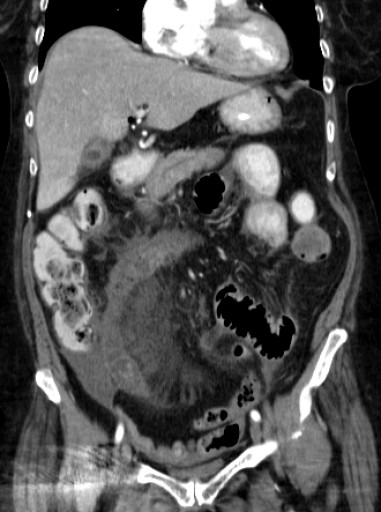
Ostre zapalenie pęcherzyka żółciowego powikłane martwicą jelita i niedrożnością

Jest to stan, w którym w wyniku zablokowania odpływu żółci przez kamień żółciowy dochodzi do rozwoju stanu zapalnego. Zapalenie zwykle jest jałowe i jest efektem zmian biochemicznych żółci, drażnienia błony śluzowej kamieniami, wzrostu ciśnienia i rozciągnięcie pęcherzyka żółciowego. Ostre zapalenie pęcherzyka żółciowego jest następstwem 10–20% przypadków objawowej kamicy żółciowej. W 5–10% przypadków nie stwierdza się kamicy żółciowej, wówczas ostre zapalenie pęcherzyka żółciowego towarzyszy ciężkim stanom takim jak sepsa, ciężkie urazy, rozległe oparzenia i stan pooperacyjny.

### Objawy
Do objawów ostrego zapalenia pęcherzyka żółciowego należy:
- pogorszenie stanu ogólnego lub ciężki stan ogólny,
- kolka żółciowa utrzymująca się powyżej 6 godzin, ból jest zlokalizowany w prawym podżebrzu, nasila się podczas oddychania, często promieniuje do prawej łopatki,
- objaw Chełmońskiego,
- objaw Murphy’ego,
- gorączka i dreszcze,
- wymioty,
- przyspieszenie tętna i przyspieszenie oddechu,
- silna tkliwość powłok brzusznych w okolicy podżebrowej prawej,
- wyczuwalny bolesny pęcherzyk żółciowy,
- u niektórych chorych objawy otrzewnowe.

Ostre zapalenie pęcherzyka żółciowego jest podejrzewane, gdy po napadzie kolki żółciowej ból nie ustępuje i dochodzi do wzrostu temperatury ciała.
Objawy ogólnoustrojowej toksemii z gorączką, z tachykardią i przyspieszeniem oddechu wskazują na narastanie zakażenia w pęcherzyku, z kolei narastanie objawów miejscowego zapalenia otrzewnej przemawia za zapaleniem zgorzelinowym lub perforacją pęcherzyka żółciowego.

### Rozpoznanie
Rozpoznanie jest stawiane na podstawie obrazu klinicznego oraz wyników badań pomocniczych.
Ultrasonografia (USG) może wykazać obecność kamieni, pogrubienie ścian pęcherzyka żółciowego i okołopęcherzykowy płyn. Tomografia komputerowa (TK) może być przydatna w wykrywaniu powikłań.
W badaniach laboratoryjnych stwierdza się leukocytozę z przesunięciem obrazu odsetkowego w lewo, zwiększoną aktywność ALT, AST, ALP, zwiększone stężenie bilirubiny i zwiększone stężenie amylazy.

### Leczenie

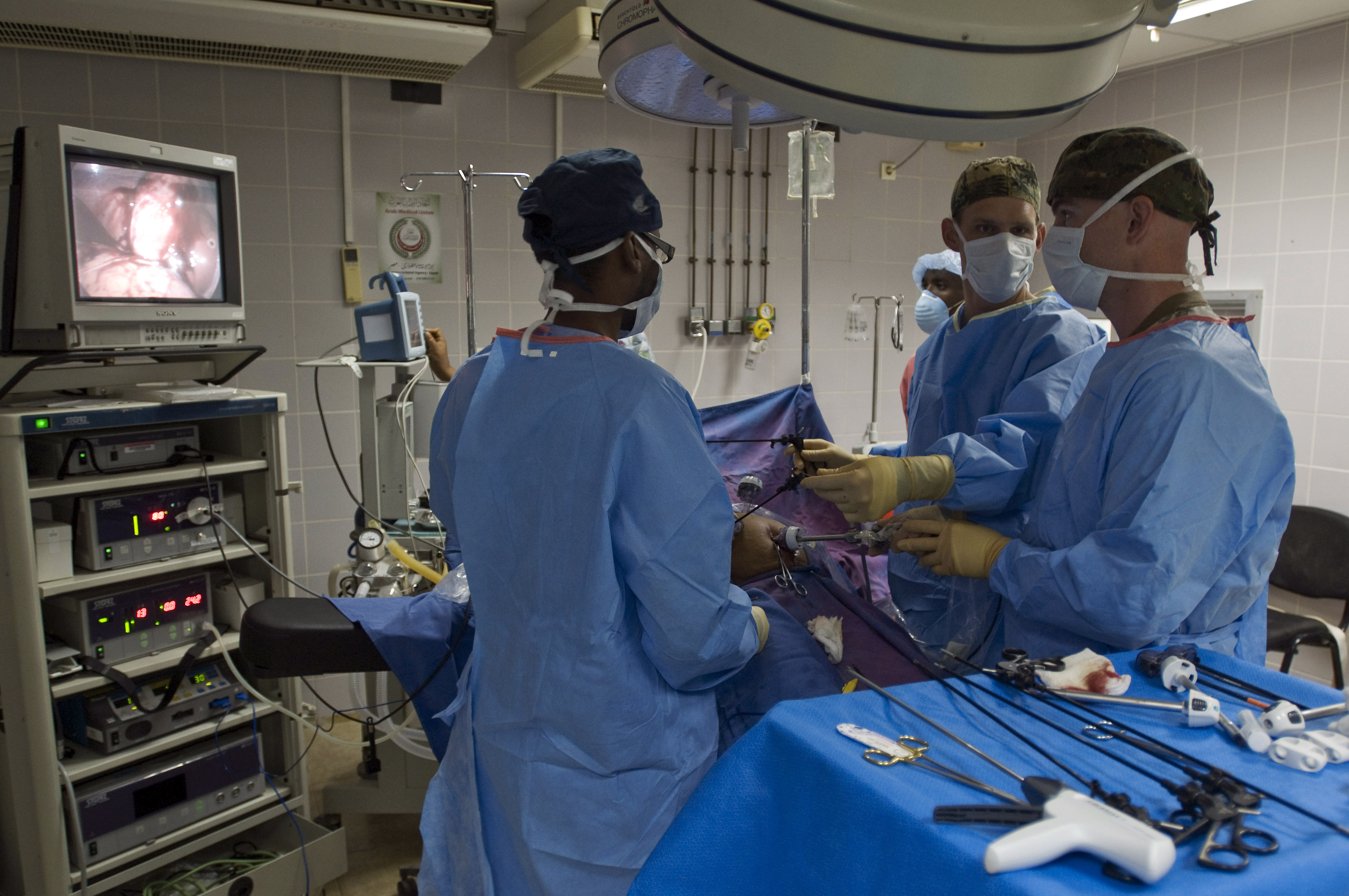
Laparoskopowa cholecystektomia

W leczeniu zachowawczym stosuje się ścisłą dietę i odpowiednie nawadnianie. Podaje się środki rozkurczowe takie jak drotaweryna, papaweryna, hioscyna lub oksyfenonium. Stosuje się antybiotyki o szerokim spektrum działania, w tym cefalosporyny III generacji, a w razie podejrzenia zakażenia bakteriami beztlenowymi podaje się metronidazol.
W każdym przypadku ostrego zapalenia pęcherzyka żółciowego spowodowanego kamicą żółciową konieczna jest cholecystektomia (operacyjne usunięcie pęcherzyka żółciowego), która może być wykonana metodą klasyczną lub laparoskopowo.

### Powikłania
- wodniak – w wyniku zablokowania przewodu pęcherzykowego dochodzi do powiększenia się pęcherzyka żółciowego przez wydzielany do jego światła płyn. Powiększony, niebolesny pęcherzyk ruchomy oddechowo może być stwierdzony podczas badania palpacyjnego. Leczenie polega na cholecystektomii[1].

- ropniak – jest efektem zablokowania odpływu treści z pęcherzyka i gromadzenia się w nim wydzielanego płynu, który ulega zakażeniu. Występuje stały ból pod prawym łukiem żebrowym, często promieniujący do prawej łopatki. Występuje gorączka hektyczna. Powiększony pęcherzyk podczas palpacji jest bolesny i stwierdza się obronę mięśniową i dodatni objaw Chełmońskiego[5].

- martwica pęcherzyka żółciowego[6].

- perforacja pęcherzyka żółciowego i przetoka do przewodu pokarmowego – jest najcięższym powikłaniem ostrego zapalenia pęcherzyka. Może prowadzić do ograniczonego lub rozlanego zapalenia otrzewnej i wymaga pilnego leczenia chirurgicznego. Przez wytworzoną przetokę w wyniku martwicy oraz odleżyny wywołanej przez kamień, może on ulec przemieszczeniu do światła przewodu pokarmowego i przy wielkości przekraczającej 25 mm zablokować się w zastawce kątniczo-krętniczej powodując niedrożność jelit[7].

## Przewlekłe zapalenie pęcherzyka żółciowego

Pęcherzyk porcelanowy

Przewlekłe zapalenie pęcherzyka żółciowego jest pojęciem morfologicznym. Jest związane z mechanicznym podrażnieniem spowodowanym przez kamienie żółciowe oraz nawracającymi atakami kolki żółciowej. W konsekwencji prowadzi to do zwłóknienia i pogrubienia pęcherzyka żółciowego.

### Objawy
Przewlekłe zapalenie pęcherzyka żółciowego może powodować dolegliwości bólowe o różnym nasileniu. Ból jest zlokalizowany w prawym podżebrzu lub w nadbrzuszu środkowym, może promieniować do prawej łopatki lub pleców. Mogą występować napady kolki żółciowej.

### Rozpoznanie
Przewlekłe zapalenie pęcherzyka żółciowego jest rozpoznawane na podstawie typowego obrazu w USG, gdzie stwierdza się grubościenny, zniekształcony pęcherzyk żółciowy z obecnością złogów.

### Leczenie
U chorych z objawami wykonuje się cholecystektomię metodą laparaskopową lub klasyczną. Mimo nieznacznie zwiększonego ryzyka rozwoju raka pęcherzyka żółciowego nie operuje się chorych bez objawów.

## Klasyfikacja ICD10
| kod ICD10     | nazwa choroby                                 |
| ------------- | --------------------------------------------- |
| ICD-10: K81   | Zapalenie pęcherzyka żółciowego               |
| ICD-10: K81.0 | Ostre zapalenie pęcherzyka żółciowego         |
| ICD-10: K81.1 | Przewlekłe zapalenie pęcherzyka żółciowego    |
| ICD-10: K81.8 | Inne zapalenie pęcherzyka żółciowego          |
| ICD-10: K81.9 | Zapalenie pęcherzyka żółciowego, nieokreślone |